# Rétközberencs

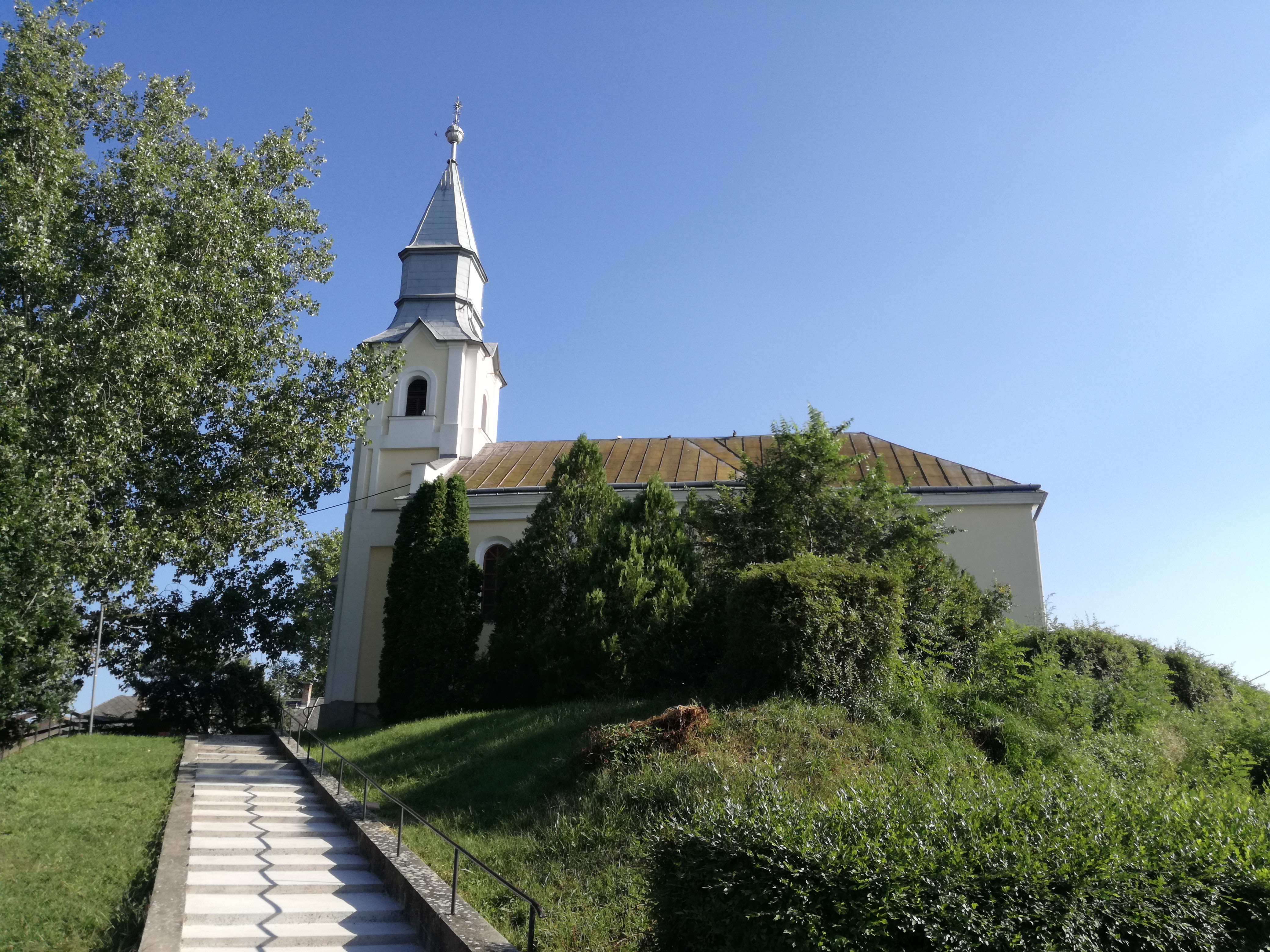
A református templom

Rétközberencs község Szabolcs-Szatmár-Bereg vármegyében, a Kisvárdai járásban, a Rétköz keleti részén, Kisvárdától 10 km-re.

## Története
A mai nevét 1898-ban vette fel, korábban Berencs néven említették. Írásos dokumentumokban 1289-ben olvasható először a Berencs névvel, de már kb. 5000 éve is lakott terület volt. A régészeti kutatások során több újkőkori edény és szerszám, bronzkori harcicsákány  és arany ékszer került elő, valamint teljes épségben két honfoglalás kori sírt sikerült megmenteni az utókor számára. A történelem folyamán több család is birtokolta, többek között a Várady, Bacskay, Esterházy és Vay családok. A polgármesteri hivatal épülete is egy nemesi kúria volt.
A falut a Tisza szabályozásáig mocsaras terület vette körül, amely természetes védelmet nyújtott az ellenséggel szemben, ezért soha nem foglalták el. A szabályozás után megnövekedett a termőterületek nagysága, amire szükség is volt, hiszen a lakosság létszáma folyamatosan emelkedett. Az itt lakó emberek gyűjtögetésből, halászatból, nádvágásból és később főként a mezőgazdaságból biztosították megélhetőségüket. Az 1800-as években már híressé vált a berencsi káposzta, melyet a régi pecsétekben is szerepeltetnek. A reformáció óta a község lakosainak többsége református vallású. A református templom építésének pontos ideje nem ismert, de a középkori templomból megmaradt részek ma is benne vannak a templom épületében. 1779-ben renoválták, majd 1887-ben kelet felé bővítették, és ekkor építették a ma is álló tornyot.
A rendszerváltás óta a község jelentős fejlődésen ment keresztül. Megépült a vezetékes ivóvízhálózat, a gáz- és telefonhálózat, az utak 90%-át szilárd útburkolattal fedték. 1997-ben sokak szerint a környék egyik legszebb általános iskolája, majd 1999-ben orvosi rendelő és szolgálati lakás épült. Az önkormányzat további tervei közé tartozik egy Kékcse-Rétközberencs összekötő út megépítése, így könnyen megközelíthető lenne a Bodrogköz vagy a megye bármelyik területe. A lakosság nagy része még mindig a mezőgazdaságból él. Mint a többi szabolcsi faluban, itt is gondot okoz a munkanélküliség, de ezt valamelyest mérsékelték a községben megtelepedett vállalkozások. A vállalkozások számára csábító lehet, hogy a község része az adózási előnyöket nyújtó Záhony Vállalkozási övezetnek.

## Közélete

### Polgármesterei
- 1990–1994: Kovács Károly (független)[3]
- 1994–1998: Kovács Károly (független)[4]
- 1998–2002: Kovács Károly (független)[5]
- 2002–2006: Kovács Károly (független)[6]
- 2006–2010: Kovács Károly (független)[7]
- 2010–2014: Kovács Károly (független)[8]
- 2014–2019: Zborai Tiborné (független)[9]
- 2019–2024: Bagin László (független)[10]
- 2024– : Bagin László (független)[1]

## Népesség
A település népességének változása:
| Lakosok száma | 1105 | 1076 | 1057 | 1076 | 1070 | 1077 | 1077 |
|               | 2013 | 2014 | 2015 | 2021 | 2022 | 2023 | 2024 |

2001-ben a település lakosságának 97%-a magyar, 3%-a cigány nemzetiségűnek vallotta magát.
A 2011-es népszámlálás során a lakosok 92,6%-a magyarnak, 27,4% cigánynak mondta magát (7,3% nem nyilatkozott; a kettős identitások miatt a végösszeg nagyobb lehet 100%-nál). A vallási megoszlás a következő volt: római katolikus 13,9%, református 63,6%, görögkatolikus 3,5%, felekezeten kívüli 5% (9% nem válaszolt).
2022-ben a lakosság 93,2%-a vallotta magát magyarnak, 4,6% cigánynak, 0,2% ukránnak, 0,1-0,1% horvátnak, szerbnek és görögnek, 0,5% egyéb, nem hazai nemzetiségűnek (6,8% nem nyilatkozott; a kettős identitások miatt a végösszeg nagyobb lehet 100%-nál). Vallásuk szerint 12,1% volt római katolikus, 57,8% református, 2,2% görög katolikus, 5,7% egyéb keresztény, 0,1% ortodox, 5,4% felekezeten kívüli (16,6% nem válaszolt).

## Nevezetességei
- Református temploma 1887-ben épült.